# Lewinia
Lewinia is een geslacht van vogels uit de familie Rallen, koeten en waterhoentjes (Rallidae). Het geslacht telt 3 soorten.

## Soorten
- Lewinia mirifica – Luzonral
- Lewinia muelleri – Müllers ral
- Lewinia pectoralis – Grijsborstral
- Lewinia striata  – Gebandeerde ral